# Prepotelus lanceolatus
Prepotelus lanceolatus är en spindelart som beskrevs av Simon 1898. Prepotelus lanceolatus ingår i släktet Prepotelus och familjen krabbspindlar. Inga underarter finns listade i Catalogue of Life.